# 鳥羽周作
鳥羽 周作（とば しゅうさく、1978年5月5日- ）は、日本の料理人、実業家。

## 来歴
埼玉県戸田市生まれ。
父親は衆議院議員会館の食堂の元コック。
母親も料理学校を出ている。
体が弱かったことから両親に勧められ7歳からサッカーを始める。さいたま市立浦和南高等学校、仙台大学体育学部卒業。小学校教員の傍ら、選手として社会人サッカーでプレー。横浜FCのトレーニングに練習生として参加したこともあったが、25歳の頃に大野敏隆のプレーを見て「こんな人がいるならプロになれない」と痛感し挫折。2010年に32歳で料理人に転職する。調理師学校には行かず、無給で働きはじめた。
2011年、33歳で小学校教員と結婚。その後、2児をもうける。
幡ヶ谷（当時、2012年に神楽坂に移転）のDIRITTOで3年、青山のFlorilegeで2年の修業を積み、恵比寿のAria di Tacubo（当時、2016年に代官山に移転しTACUBOと改名）
でスーシェフを2年務める。2016年3月に代々木上原のGris
のシェフに就任。

### 独立
2018年5月、料理人の環境を改善するとして、ハレンチ株式会社を設立。ハレンチ（破廉恥）とは「既成概念を打ち破っていく」という意味。同月にGrisは閉店、7月に同店のオーナーシェフとなる。開業資金を捻出したのは父親だった。
「sio」と改名しリニューアルオープン。sioとは「しゅうさく いつも おいしい」のイニシャル、ロゴデザインは水野学。
- 後に「塩加減が大事」という意味[18]も込められた。

2019年4月、ハレンチ株式会社の商号をsio株式会社と変更。11月に『ミシュランガイド』東京2020で一つ星を獲得、以後4年連続で一つ星を獲得。
「幸せの分母を増やす」がモットー。
「幸せの分母を増やす」とは、息子の通う保育園の父兄との会話から「ひとつの形を追求するだけでなく、ハイグレードなものからポップなものまで提供できた方が、たくさんの人を幸せにできるのではないか。」と思ったことに由来する。
2020年からのコロナ禍にあってもTwitterで「#おうちでsio」のハッシュタグを付けたレシピ公開、千円のバインミーと1万円のsio贅沢弁当のテイクアウトとデリバリー、20時までの時短営業になってからは、20時から24時の4時間分を朝の時間にスライドした「朝ディナー」で逆風を乗り越え、2022年までに業態の異なる飲食店を8店舗開店、長野県小谷村の古民家レストランの指定管理者となった。
sioグループ店舗
2019年開店
- o/sio（千代田区[18]）
  - 若手シェフの経験する場を提供できる店として、「大事」という意味を込めて「sio」に丁寧語の「お」をつけて「o/sio」と命名
- パーラー大箸（渋谷区[27]）

2021年開店
- 喜つね[28]（奈良市[29]）
- ザ・ニューワールド（大阪市[30]）
- Hotel’s（港区[31]）

2022年開店
- o/sio FUKUOKA（福岡市[32]）
- おいしいパスタ（福岡市[33]）

2023年開店
- NAGANO/ながの（小谷村）

また、2021年4月に「新しい食文化をつくる」としてsio株式会社と博報堂ケトルとでシズる株式会社を設立。
シズるは料理用語で肉が焼ける「ジュージュー」という音の英語「シズル」から。
以後、積極的に多数のメディアでアピールすることで事業を拡大していった。
ECサイト
- シズる商店[37]

委嘱
- コーポレートシェフ（ユーグレナ、2021年6月[38]）
- 公式アンバサダー（松屋フーズ、2021年8月[39][3]）
- とだPR大使（戸田市、2021年11月[40]）
- CFDO（Chief Food Design Officer）（六甲バター、2023年3月[41]）
- フードブランドプロデュース学部長（レコールバンタンキャリアカレッジ、2023年4月[42]）

監修
- 小島屋（GOOD NUTS GOOD SALAD[43]）
- 株式会社ロット[44][45]（戸田市、グループ店舗の「町の洋食 パーラーオオハシ」[46][47]、「イザカヤ」[48][49]、「酒場れもん」（居酒屋）[50]、「じゅうじゅう」（もんじゃ・お好み焼き）[51]のメニュー）
- オイシックス・ラ・大地（ミールキット[52][53]）
- あきんどスシロー（すき焼き海鮮しゃり弁[54]）
- レコールバンタン（カリキュラムの一部としてレコールバンタン校内に期間限定店として開設した『GENKAI BURGER』[55]、ハンバーガー）
- エスビー食品（ご褒美フレンチのビーフカレー・チキンカレー[56]、業務用欧風カレーソース[57]）
- ミニストップ（タレ弁[58]）
- ローソン（なめらかチーズワッフルコーン、白桃ジェラートバー、ティラミスアイス[59]）
- GOOD NEWS[60]（栃木県那須町、ファミリーレストランのレシピ[61]）
- 88亜細亜[62]（アジア料理店）（二子玉川、HEY!バインミー[63]）
- 太和屋本店[64]（松山市、究極のすき焼きコース[65]）
- 月と鮪 石上[66]（焼津市、極上南鮪のコース[67]）
- エクスコムグローバル（STVV LOUNGE[68]（シント＝トロイデンVV公式バー）[69]、メイン料理が異なる3種のコース[70]）
- ガスト（感動ハンバーグ[71]）
- 幸楽苑（ビーガン餃子[72]）
- noaddress[73]（仙台市青葉山公園仙臺緑彩館[74]、カフェのメニュー[75]）

コラボレーション
- and CURRY[76]（特製カツカレー[77]、1日限定のコラボレーションレストラン『sio and CURRY』）
- <sio>と、料理と、今日の私。（BARFOUT!（バァフアウト!）（幻冬舎））
  - 鳥羽周作がホストになり、sioにゲストを招く連載企画[78]

| 回    | Guest              | 出典                    |
| ----- | ------------------ | ----------------------- |
| 第1回 | 安達祐実、桑島智輝 | 2020年1月号（vol.292）  |
| 第2回 | 夏帆               | 2020年3月号（vol.294）  |
| 第3回 | 山崎紘菜           | 2020年5月号（vol.296）  |
| 第4回 | 竹中直人           | 2020年7月号（vol.298）  |
| 第5回 | 緒川たまき         | 2020年9月号（vol.300）  |
| 第6回 | 森田望智           | 2020年11月号（vol.302） |
| 第7回 | 広末涼子           | 2021年2月号（vol.305）  |

- Chompy[86]（究極のおうちごはん[87]、開店記念）
- 君と世界が終わる日に（日本テレビのドラマ、劇中で間宮響（竹内涼真演）が作る"響メシ"のレシピ監修[88]）
- ロッテ（雪見シュラン[89]）
- 東の食の会[90] (限定のサヴァ缶（鯖缶）のアレンジメニュー[91]）
- TEG（RED° SHOKUDO（東京タワーフットタウン 1階）、グランドメニュー[92]）
- ペンシル[93]（シズる株式会社と業務提携[94]）
- 小谷村（おたり弁当[95][96]、おたり振興公社[97]・栂池ゴンドラリフトとの期間限定プラン）
- 乃が美（（ふつうの）マヨネーズ[98]、数量限定）
- 奈良御菓子製造所 ocasi[99] (中川政七商店との共同プロジェクト[100]、水菓子、和菓子、洋菓子）
- Airbnb（朝食レシピ開発（幸せの食べるスープ）、鳥羽周作シェフ直伝クッキングレクチャー付き宿泊体験キャンペーンも実施[101]）
- ウェルファムフーズ[102] (ガリバタチキンステーキ[103]）
- フジッコ（オンライン料理教室（ふじっ子（塩こんぶ）を用いた無限パスタ）[104]）
- NUNW[105] (Hotel’sの来店者にNFT発行[106]）
- SOTOWAKU PARK23[107]（オフィシャルサポーター[108]）
- 岐阜県養老町（ご当地グルメ開発、養老飯[109]）
- シュイロ[110][111]（京都市、オムナポリタン、京出汁カルボナーラ[112]）

### 出演
テレビ番組
- スッキリ（日本テレビ・2020年8月 - 2023年3月[113]）
- きょうの料理（NHK・2021年12月 - 2023年3月[114]）

映画（ドキュメンタリー）
- 『sio／100年続く、店のはじまり』 製作 テラスサイド[115]、制作・配給・宣伝 ポルトレ[116]、監督 森田雄司 2023年4月21日公開[117]
  - 広末涼子らがコメント[118]を寄せていた。

### 執筆
書籍
- やさしいレシピのおすそわけ。#おうちでsio（小学館 2020年9月28日、ISBN 978-4093106573）
- 本日も、満員御礼。（幻冬舎 2022年4月27日、ISBN 978-4344039223）
- 食べたいから作る!鳥羽周作のとっておきごはん（小学館 2022年6月3日）
- 野菜バイヤーと一つ星シェフが考えた新定番　おうち野菜の神レシピ（青髪のテツと共著、講談社 2023年5月31日、ISBN 978-4065311011）
- おいしいをつくる思考法: すべての飲食人が知っておきたい（柴田書店 2023年6月2日、ISBN 978-4388063642）

コラム
- 「おいしい」でとだを元気に！（広報戸田市・2022年4月号 - 2023年6月号（偶数月）[119][120]）

## 不倫騒動
2023年6月
8日発売の『週刊文春』は広末涼子との不倫疑惑を報じた。
「同月初旬に都心の高級ホテルで密会していたのか？」という取材に対し、広末と鳥羽は疑惑を否定した。
しかし、14日に一転して不倫を認め謝罪した。
- 7日、柴田書店は11日に青山ブックセンター本店で予定していた『おいしいをつくる思考法: すべての飲食人が知っておきたい』の鳥羽周作トークイベントの中止を発表[124]。
- 10日、パレットとっとり市民交流ホール[125]は22日に予定していた鳥羽周作氏講演会「感動体験の作り方」の中止を発表[126]。
- 14日、『sio／100年続く、店のはじまり』の7月からの配信が決定した。5月から6月での東京（渋谷、武蔵野）と福岡で一般公開は終了していたが全国の劇場からオファーがあったとも報じられた[127]。
- 15日、戸田市は本人からの申出により、とだPR大使を同日付で退任と発表[128]。
- 同日、『sio／100年続く、店のはじまり』 の森田監督は「僕が意図しないところで自分が制作した映画が歩き出そうとしています。」と上映と配信について懸念を表明[129]。

18日放送の『サンデー・ジャポン』（TBSテレビ）に謝罪コメントを寄せた。5月7日の放送に出演しグルメコラボ企画を始めたばかりだった。
- 同日、広末の夫のキャンドル・ジュンが記者会見し、鳥羽から直接の謝罪がないと告白した。「彼の謝罪文を見た時に“これからは料理に精進します”って締めくくられていたことに対して、何とも言えない気持ちになった。」「怒りしか浮かばなかった。」と不快感をあらわにした[131]。
- 19日、六甲バターは16日付でCFDOの契約解除を発表[132]。
- 20日、NHKは『きょうの料理』の番組サイトで、27日放送分の出演予定[133]を杵島直美の5日放送分と差し替えた。「講師一覧」と「レシピ」からも削除され、事実上の降板[134]となった。但し 『みんなのきょうの料理』（NHKエデュケーショナル）では「レシピに罪は無い」[135]としてレシピの掲載を続けている[114]。
- 同日、ユーグレナは14日付でコーポレートシェフの契約解除を発表[136]。

28日発売の『週刊文春』には、22日インタビューの記事が掲載された。この中で損失を「億単位、3億くらいになるんじゃないかなって予想している。決まっていたクライアントが40社くらいあるが、9割はもう無くなった。超でかいプロジェクトも無くなり、5年間で築いたおカネもほぼ無くなった。」と語っていた。
- 29日、5月30日より翌2024年に東急不動産が神宮前に開業する東急プラザ原宿「ハラカド」に「sioオーナーシェフの鳥羽周作がプロデュースする新時代のファミリーレストラン「FAMiRES」も出店する。」と報じられていた[138]が、東京スポーツは、29日までに同施設の公式サイトに当初あった顔写真が削除され、FAMiRESの紹介文からも「〝世界一ファミレスを愛するシェフ〟を自認する鳥羽が」という文言も削除されたが、「レストラン「sio」の新業態」という文言は残っていると報じ、この件の問い合わせに東急不動産や広告代理店から回答はなかったとも付け加えていた[139]。広告代理店関係者は、「「最大のプロジェクト」とは「FAMiRES」のことで、ファミリー層向けの事業を担うのは不倫をした鳥羽氏には厳しかったのではないでしょうか。」と語っていた[140]。

30日、sioの代表の辞任を表明して登記。
- 同日、『sio／100年続く、店のはじまり』のU-NEXT、プライム・ビデオなどでの7月31日からの配信が決定した。7日から刈谷日劇（刈谷市）での上映も決定、更に上映を希望する劇場があるとも報じられた[143]。

7月
1日、NAGANOの開店時に来客した東京スポーツの記者達に話しかけた。この中で、不倫が悪いことは認めたが、キャンドル・ジュンに謝るつもりはないと言い、「もう一個新しい店もミシュラン取るし。内定はきてるから。」とも語った。更に『ゴッドアフタヌーン アッコのいいかげんに1000回』（ニッポン放送）のパーソナリティの和田アキ子の発言に対し「頭悪いよなって思いますよね。ご意見番って言ってるけど何なのかなって思いますけどね。」と感想を述べた。
- 2日、和田アキ子は『アッコにおまかせ!』（TBSテレビ）で「頭の悪いご意見番って言われているけど、これはどういうことなんでしょう？」と憤っていた[147]。
- 3日、刈谷日劇は『sio／100年続く、店のはじまり』のチケット販売開始[148]。
- 4日発売の『女性自身』は、1日発表の東京スポーツの記事中のミシュランに関する発言について、ミシュランに取材したところ『ミシュランガイドはレストランに掲載の内定をすることは一切ございません。』と回答したと報じた[149]。
- 5日、レコールバンタンはフードブランドプロデュース学部長の退任を発表[42]。
- 同日、テラスサイドは「現在の状況を鑑み」、『sio／100年続く、店のはじまり』の上映と配信の中止を決定[150][151]した。森田監督が懸念していた通リ、公式サイトでコメントのトップに広末のものが掲載され予告動画で鳥羽の妻子が確認できる状況に非難の声があがっていた[152]。
- 7日、松山市は道後温泉で開催される芸術祭「道後アート2023」にて、14日から行われるプログラム「DIRECTOR'S MARKET」への参加は中止と発表[153]した。道後湯之町の大和屋本店で実施予定[154]だった。

8月
- 14日、シズる株式会社はYouTube公式チャンネルを更新、黒地に白文字で無音の1分23秒の動画[155]を配信した。「本来であれば、鳥羽本人の口から皆様に謝罪申し上げるべきことではございますが、公の場に出すべき状態ではないと判断し、このような形を取らせていただきました。」と文字だけの発表とした理由を説明した上で、鳥羽を取締役から解任し減給処分し、チャンネル名を『鳥羽周作のシズるチャンネル』から『シズるチャンネル』に改めレシピ紹介動画の配信を再開すると発表[156]した。

17日、この日までにnoteの『鳥羽周作 「sio」オーナーシェフ」』の内容を全部削除。
9月
1日、Instagramの『shusaku toba 料理人』の内容を全部削除した上で更新を再開。
11日、Hotel'sで厨房に立つことをsioの公式Instagramに投稿、ディナータイムに空席があることも付け加えたところ1時間40分ほどで満席になったと続報。
11月
4日、『シズるチャンネル』配信の動画に登場、「皆さんしばらくお待たせしました。楽しみにしていたファンの方には、長らくお休みしちゃって本当に申し訳ございませんでした。」とコメント。
12月
- 5日、『ミシュランガイド東京2024』の掲載店発表セレモニー」が開催[162]された。sioは星を落としたが新設された「セレクテッドレストラン」（ビブグルマンには入らないがミシュランがおすすめするレストラン）にHotel’sとともに掲載された。ミシュランは「不倫騒動は加味しておらず、お皿の上での評価のみです」と説明し、事前内定の発言については「必要によって調査員が身分を明かし詳細な情報の提供を求めることがあり、それを内定と勘違いした可能性がある」との見解を示した[163]。
- 28日発売の『週刊文春』は、11月に離婚が成立したことを報じた[164]。

2024年1月
19日、X（旧Twitter）の更新を再開。
29日より2月2日まで、ハワイのレストラン、ミロ・カイムキでシェフのクリス・カジオカとコラボ。
2月
11日、『サンデー・ジャポン』の「円安でも行ける！激安ハワイ旅！3泊5日10万円」に録画出演した。ハワイのレストランからコラボのオファーがあって日本とハワイを行き来する生活をしており、ロサンゼルスやアジア圏などからも仕事の依頼があって「頑張りたいと思います」と語っていた。
16日、sioの代表取締役に復帰。
4月
17日、東急プラザ原宿「ハラカド」開業、ファミリーレストラン「FAMiRES」も開店し「やっと夢が叶いました」とコメント。

## 人物
- 親の影響から料理にはこだわりがあり、中学校での調理実習でミートソースに砂糖を足したり[171]、大学卒業後の居酒屋でのアルバイト時には店のレシピに「砂糖をちょっと足したり、ケチャップ入れたり。レシピを変えるのが悪いことだとはまったく思っていませんでした。」[172]と、マニュアルをいじって「こっちのほうがうまくね？」ってやっちゃうタイプ。親子丼は卵2個なのに、勝手に卵3個使っちゃうみたいな。」[173]と2022年に語っていた。
- 飲食業界で働くと決めて調理師学校に行かず現場で修行する「武者修行スタイル」を選んだことに、「当時はなぜみんなは自分と同じようにしないんだろうと思っていましたが。最近、自分がマイノリティーだということを認識しました。」[6]と2019年に語っていた。
- 料理業界に入った当初は、「漠然とミシュランガイドに載る店のシェフになりたいみたいに考えていただけ」[173]と2022年に語っていた。
- Florilegeでは、「休日も店に出て、ずっと2時間睡眠で練習してました。そうすると、営業中に眠くなるじゃないですか。（中略）見つかったらやばいから、眠気覚ましに300度のオーブンに手を突っ込んでました。眠い、オーブン、ジュッ、眠い、オーブン、ジュッって感じですね。やけどってめっちゃ目が覚めるんですよ？」[174]と意図して腕を火傷して眠気を覚ましていた。
- sio開業時には、「働き方改革の一例として、『ハレンチ』で収入を稼いだ分、『シオ』から僕に支払われる給料を0円にして、スタッフの給料に上乗せしたいと考えています。」[175]と語っていた。
- ミシュランの一つ星について、「ミシュラン掲載に向けてひたすら努力してきました。ところが達成した瞬間、「これは通過点に過ぎない」と気づいた。（中略）一つ星を獲ったシェフは二つ星を目指すものだと思います。でも自分は、すでに存在している評価軸の中で評価を高めていくことに興味を持てませんでした。レストランに来てくれる一部の人だけではなく、もっと多くの人を幸せにしたい。」[176]と2022年に語っていた。
- 2020年8月には、「将来的には全国展開もしたい。「幸せの分母を増やす」最終形はファミレスです。」として「来年仲間のシェフ3人とやる店で二つ星を取り、その後ニューヨークに行って、世界で評価されるガストロノミーをやり、帰国してファミレス経営という青写真があります。」[177]と語っていた。
- 2021年初頭には、「5年以内にファミレスチェーンを作ることが目標」[178]と語っていた。
- Hotel’s開業時には、「やりたかったのは「食のプラットフォーム」をつくることだったんだ」と気づいて、5年後に「食のApple」を目指す」[179]と語っていた。
- 2021年12月、Forbes Japan100 (フォーブス今年の100人）に選出された[180][181]。
- 2022年12月、外食アワード2022に選出された[182]。
- 不倫騒動時の取材で
  - メニューの監修を依頼した戸田市の居酒屋店主は、「『他人をほめるけど、しかる時はちゃんとしかることができる人。ただ、キレると怖い一面がある』と聞いていたため、何を言われても『ありがとうございます』と答え、メニューの監修にあたって50万円の顧問料を支払った。しかし、鳥羽は『本当はお金なんてもらわなくていいんだよ』と言い、金には無頓着に見えた。マネジメントは得意な人には見えず、ビジネスではマネジメント会社と組んでいた。」と語った[183]。
  - sioと交流のある飲食店経営者は、「鳥羽さん自身はもうかれこれ1年半以上、本店『sio』の厨房には立っていません。彼の方針としては、“社員に現場を任せてその分お金をしっかり払いたい”という強い想いがある。」と語った[184]。